# 安曇野の里

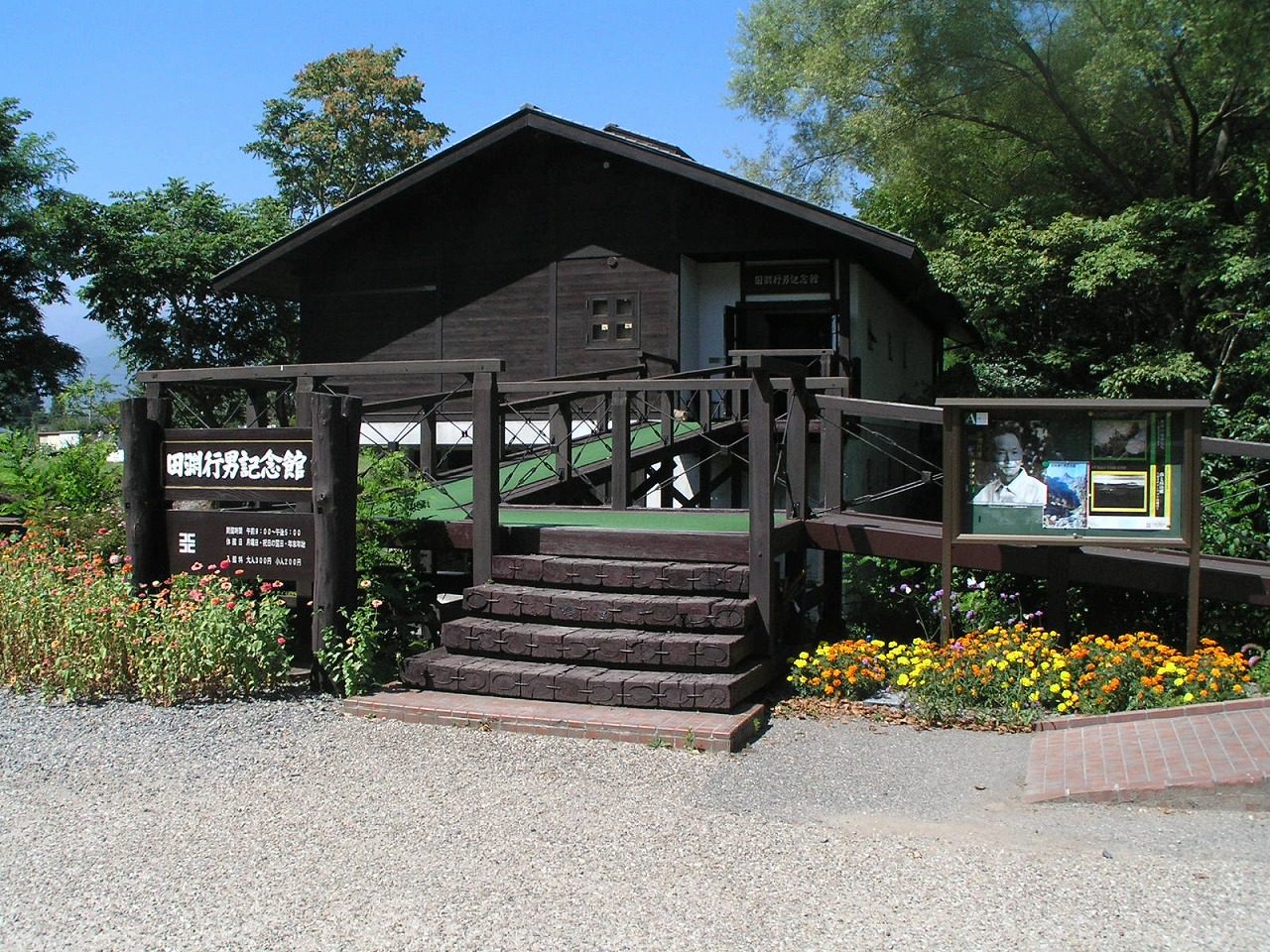
田淵行男記念館

安曇野の里（あづみののさと）は、長野県安曇野市にある複合観光施設。

## 施設
- 田淵行男記念館
- あづみ野ガラス工房
- ビレッジ安曇野
- とんぼ玉楽舎
- わさび田遊歩道

### あづみ野ガラス工房
吹きガラスの制作などを体験できる施設で、ギャラリーも併設されている。1985年に当時の豊科町と多摩美術大学クラフトデザイン研究会の提携により設立された。同大学でガラス造形美術の技法を学んだ学生がガラス工房に勤務しながら制作し、最長5年間、作家活動の研鑽を積む。
2015年には設立30周年記念展が開催された。

## 所在地
- 長野県安曇野市豊科南穂高5089番地1

## アクセス
- 長野自動車道安曇野ICから 車で5分
- JR東日本大糸線柏矢町駅下車、車で5分、徒歩20分
- 中房温泉行きバスで穂高駅などから